# Seeschlacht bei Kentish Knock
Dover – Plymouth – Elba – Kentish Knock – Dungeness – Portland – Livorno – Gabbard – Scheveningen
In der Seeschlacht bei Kentish Knock im Ersten Englisch-Niederländischen Krieg trafen am 28. Septemberjul. / 8. Oktober 1652greg. die Flotte der Vereinigten Provinzen der Niederlande unter Witte de With auf die Flotte des Commonwealth von England unter Robert Blake nahe einer Kentish Knock genannten Untiefe in der Nordsee, ungefähr 30 km östlich der Themse-Mündung. Im Niederländischen wird sie Schlacht bei De Hoofden genannt, nach der alten niederländischen Bezeichnung für den Nordausgang des Ärmelkanals. Die niederländische Flotte musste sich angeschlagen zurückziehen.

## Vorgeschichte
Der niederländische Admiral Maarten Tromp wurde nach einem Fehlschlag bei den Shetland-Inseln im August durch den holländischen Vizeadmiral Witte de With  von der Admiralität von der Maas ersetzt. Es kam zu Differenzen zwischen den Provinzen Seeland und Holland, da De With ein persönlicher Feind von Vizeadmiral Johan Evertesen war, des Befehlshabers der seeländischen Flotte. Innerhalb der niederländischen Flotte gab es vielfältige politische, regionale und persönliche Spannungen.
De With vertrat eine aggressivere Marinepolitik, wollte die feindliche Flotte vernichten und nicht nur die eigenen Handelsschiffe vor englischen Angriffen schützen. Er sah nun die Chance, sich mit dem Geschwader von Michiel de Ruyter zu vereinen und die Seeherrschaft zu erringen. Am 5. Oktober 1652 verließ seine Flotte Schooneveld, um die nahe Dover ankernde englische Flotte anzugreifen. Ein Sturm beschädigte viele niederländische Schiffe, und neun Schiffe De Ruyters mussten zu Reparaturen zurück in einen Hafen. De Ruyter schlug eine defensive Taktik vor, doch De With blieb bei seinen Angriffsplänen.

## Die Schlacht
Am 8. Oktober trafen 62 Schiffe der Vereinigten Provinzen unter De With auf 68 englische Schiffe unter Robert Blake. In der Nacht vor der Schlacht war die niederländische Flotte erneut in einem Sturm geraten und am Morgen noch in Unordnung. Sie näherte sich von Osten der englischen Flotte, die aus dem Süden kam. Blake wollte den Vorteil des günstigeren Windes ausnutzen und sofort angreifen.

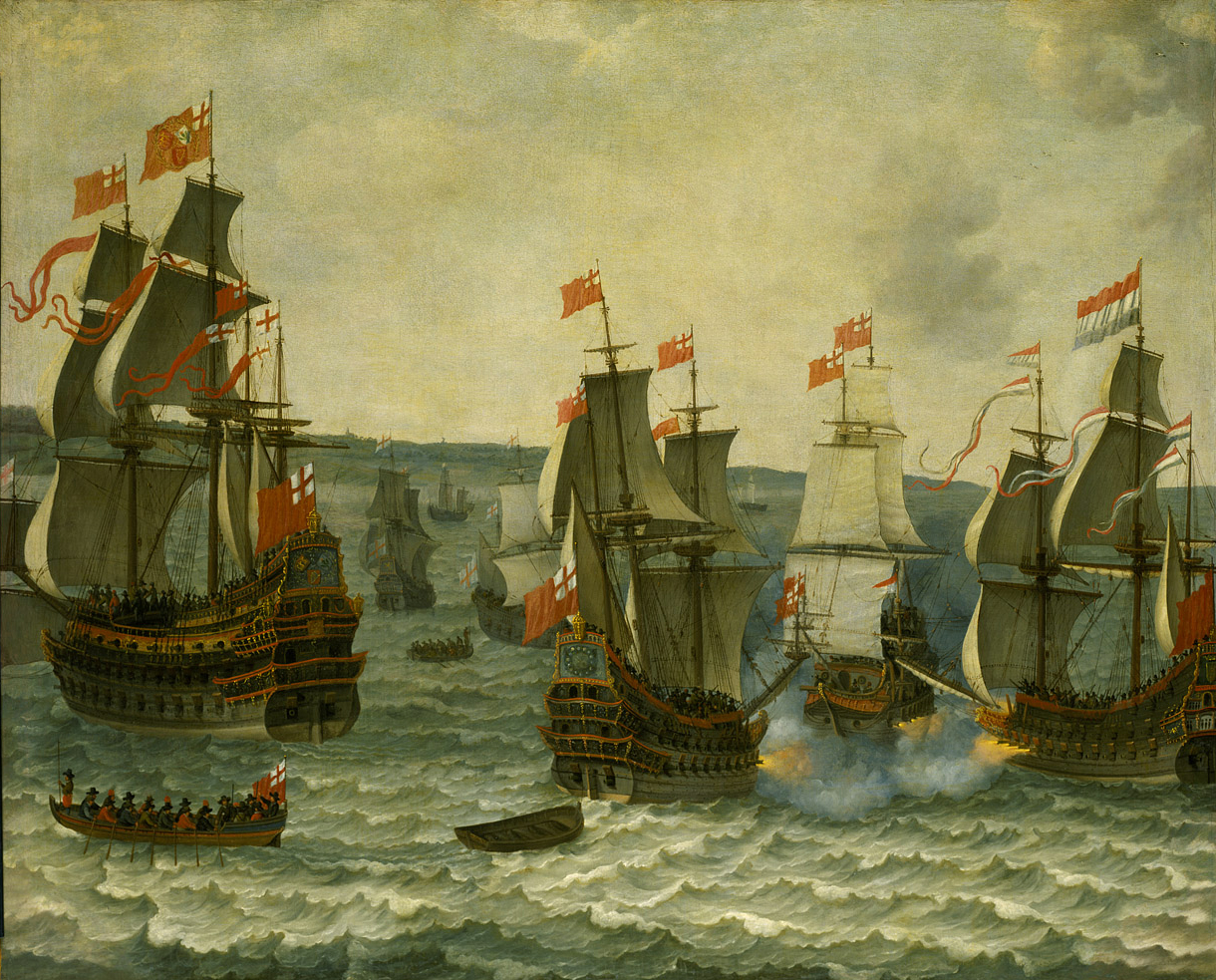
Kämpfe zwischen Schiffen im Ersten Niederländischen Krieg, gemalt von Abraham Willaerts, stellt wahrscheinlich die Schlacht bei Kentish Knock dar. Rechts kämpfen Brederode und Resolution miteinander, links die mächtige Sovereign

De With hatte seine Schiffe versammelt, nur fünf Schiffe waren zu weit nach Norden geraten. Um 14:30 Uhr wollte er mit seiner Flagge von der kleineren Prinses Louise zur Brederode, Tromps früherem Flaggschiff und dem stärksten niederländischen Schiff, übersetzen. Doch die Besatzung der Brederode verweigerte ihm den Zutritt und drohte sogar, mit Kanonen auf sein Boot zu schießen. Der Admiral war bei vielen Seeleuten unbeliebt, und viele waren nach seiner Ernennung desertiert. Als die feindliche Flotte bereits auf eine halbe Meile herangekommen war, hisste der Admiral seine Flagge auf dem großen, aber langsamen VOC-Schiff Prins Willem, wo er die meisten Offiziere betrunken vorfand und die Besatzung schlecht ausgebildet war.
Blake wechselte ebenfalls seine Flagge von der zu großen Souvereign zur wendigeren Resolution. Um 17:00 Uhr versuchte er, die niederländische Linie zu durchbrechen, doch die meisten niederländischen Schiffe wichen nach Osten aus. Der Wind ließ nach, und beide Flotten trieben langsam aneinander vorbei. Die englischen Schiffe waren größer und besser bewaffnet und richteten schwere Schäden beim Gegner an. Doch zuerst gerieten englische Schiffe in Schwierigkeiten: Die Souvereign und die James liefen auf die Kentish Knock-Sandbank und konnten erst nach einiger Mühe wieder flottgemacht werden. Die Resolution und die Dolphin hatten sich zu weit vorgewagt und wurden von Feinden umringt, bis die anderen englischen Schiffe herangekommen waren und sie aus ihrer misslichen Lage befreiten. Die Prins Willem wurde gegen Abend manöverierunfähig und De Withs Führung dadurch sehr eingeschränkt, doch gegen 19:00 setzte die Dunkelheit ein, und die Kämpfe endeten. Zum Abschluss eroberten die Engländer noch die Maria, während sie die Gorcum aufgaben, die von den Niederländern wieder übernommen und in Sicherheit gebracht werden konnte. Die Burgh van Alkmaar war explodiert.
Am Morgen des nächsten Tages drohte De With den seeländischen Kapitänen, worauf ungefähr zehn Schiffe die Flotte verließen, zumeist von seeländischen Kapitänen befehligt, die gegen die holländische Dominanz und gegen de With eingestellt waren. Die Lage der niederländischen Flotte, die inzwischen nur noch 49 Schiffe umfasste, war hoffnungslos. Dagegen hatten die englische Flotte in der Nacht Verstärkungen erhalten und zählte nun 84 Schiffe.
Trotzdem wollte De With angreifen. Die Niederländer standen südöstlich der Engländer, segelten nach Süden und hofften, eine bessere Position zu erringen. Doch einige Schiffe gerieten zu nahe an die Engländer und erhielten schwere Treffer, zudem wechselte der Wind nach Nordost und gab den Engländern wiederum den günstigeren Wind. De Ruyter und Cornelis Evertsen konnten De With vom Rückzug überzeugen, und die niederländische Flotte wich nach Osten aus, von Blakes Flotte verfolgt. Vom Westwind unterstützt, konnten De With und De Ruyter den Rückzug mit einem Dutzend Schiffe decken, und die Niederländer verloren keine weiteren Fahrzeuge. Die englische Flotte brach die Verfolgung ab, als die flämischen Untiefen erreicht wurden.
De With wollte die Flotte im Becken von Wielingen zu See reparieren lassen und danach nochmals die Engländer angreifen. Seine Flaggoffiziere waren entsetzt und verweigerten die Unterstützung. De With musste erkennen, dass er mit seiner Meinung allein stand, und ordnete den Rückzug nach Hellevoetsluis an, das am 12. Oktober erreicht wurde.

## Folgen
Die Niederländer begriffen, dass sie größere Schiffe benötigten, und beschlossen ein Schiffbauprogramm, das aber erst zum Ende des Krieges umgesetzt wurde. De With war überzeugt, dass die zu geringe Größe der niederländischen Schiffe und das Fehlen von Brandern der Hauptgrund für die Niederlage war. Die öffentliche Meinung gab ihm jedoch die Schuld an dem Fehlschlag. De With erlitt später einen Zusammenbruch und wurde im Mai 1653 als Oberbefehlshaber abgelöst.
Die Engländer glaubten, den Feind vollständig besiegt zu haben, und entsandten zwanzig Schiffe ins Mittelmeer. Diese Fehlentscheidung ermöglichte den Niederländern einen Sieg in der Seeschlacht bei Dungeness. Doch auch im Mittelmeer erlitten die Engländer eine Niederlage in der Seeschlacht bei Livorno.

## Beteiligte Schiffe
Auf Seiten der Vereinigten Provinzen standen 62 Schiffe, 1.900 Kanonen und 7.000 Männer; die Vorhut befehligte De Ruyter, das Zentrum De With und die Nachhut Gideon de Wildt von der Amsterdamer Admiralität.
Auf der englischen Seite standen 68 Schiffe mit 2.400 Kanonen und 10.000 Männern unter dem Flottenkommandanten Robert Blake.
Es gibt keine vollständigen Verzeichnisse, besonders auch der englischen Schiffe. Bei den niederländischen Schiffen gibt es Unterschiede zwischen den Listen vom späten September 1652 und dem Logbuch De Withs und anderer Archivquellen.
| Vereinigte Provinzen (Witte de With) | Vereinigte Provinzen (Witte de With)                  | Vereinigte Provinzen (Witte de With) | Vereinigte Provinzen (Witte de With)                        | Vereinigte Provinzen (Witte de With) |
| ------------------------------------ | ----------------------------------------------------- | ------------------------------------ | ----------------------------------------------------------- | ------------------------------------ |
| Schiff                               | Kapitän                                               | Kanonen                              | Anmerkung                                                   |                                      |
| Brederode                            | Abel Roelantsz                                        | 54                                   | Maas Admiralität                                            |                                      |
| Prins Willem                         | Vizeadmiral De With, Flaggkapitän Jacob Gaeuw         | 56                                   | VOC (Middelburg)                                            |                                      |
| Henriëtte Louise/Prinses Louijse     | Befehlshaber De Ruyter, Flaggkapitän Pieter Marcussen | 48                                   | VOC (Middelburg)                                            |                                      |
| Vrede                                | amtierender Konteradmiral Gideon de Wildt             | 42                                   | Amsterdamer Admiralität                                     |                                      |
| Aartsengel Michiel                   | Emmanuel Zalingen                                     | 40                                   | Amsterdamer Admiralität                                     |                                      |
| Graaf Willem                         | Konteradmiral Jan Gideonszoon Verburgh                | 40                                   | Amsterdamer Admiralität                                     |                                      |
| Groningen                            | Abraham van der Hulst                                 | 40                                   | Amsterdamer Admiralität                                     |                                      |
| Vogelstruys                          | Douwe Aukes                                           | 40                                   | VOC (Amsterdam)                                             |                                      |
| Vrede                                | Pieter Salomonszoon                                   | 30 oder 40                           | VOC (Amsterdam)                                             |                                      |
| Prins te Paerd or Prins              | Corstiaen Corstiaensen                                | 38                                   | Rotterdam Direktorat                                        |                                      |
| Drie Coningen                        | Lucas Aelbrechtssen oder Albertszoon                  | 36                                   | Amsterdamer Admiralität                                     |                                      |
| Engel Gabriël                        | Isaac Sweers                                          | 36                                   | Amsterdamer Admiralität                                     |                                      |
| Prinses Louise                       | De With am 2.Tag                                      | 36                                   | Maas oder Rotterdam Admiralität                             |                                      |
| Zeelandia                            | Kapitänleutnant Nicolaes Marrevelt                    | 36                                   | Amsterdamer Admiralität                                     |                                      |
| Hollandia                            | Albert Claesz de Graeff                               | 32                                   | Amsterdamer Admiralität                                     |                                      |
| Amsterdam                            | Adriaan Kempen                                        | 30                                   | Seeländer Admiralität                                       |                                      |
| Faeme                                | Cornelis Loncke                                       | 30                                   | Seeländer Admiralität                                       |                                      |
| Gorcum                               | Jan Jacobsen van Nes, Willem Arentsz Warmont          | 30                                   | Maas oder Rotterdam Admiralität; verloren und zurückerobert |                                      |
| Gouden Leeuw                         | Jacob Adriaensen Penssen                              | 30                                   | Middelburg Direktorat                                       |                                      |
| Haes in 't Veldt                     | Leendert den Haen                                     | 30                                   | Stadt Middelburg                                            |                                      |
| Haes                                 | Bastiaen Centsen                                      | 30                                   | Vlissingen                                                  |                                      |
| Liefde                               | Frans Crijssen Mangelaer                              | 30                                   | Seeländer Admiralität                                       |                                      |
| Maria                                | Claes Sael                                            | 30                                   | Amsterdamer Admiralität; verloren                           |                                      |
| Wapen van Enckhuysen                 | Gerrit Femssen                                        | 30                                   | Noorderkwartier Admiralität                                 |                                      |
| Witte Lam                            | Cornelis van Houten                                   | 30                                   | Amsterdam Direktorat                                        |                                      |
| Arke Troijane                        | Abraham van Campen                                    | 28                                   | Amsterdam Direktorat                                        |                                      |
| Breda                                | amtierender Konteradmiral Adriaan Bruynsveld          | 28                                   | Friesländer Admiralität                                     |                                      |
| Zeeuwsche Leeuw                      | Befehlshaber Cornelis Evertsen der Ältere             | 28                                   | Seeländer Admiralität                                       |                                      |
| Campen                               | Joris van der Zaen                                    | 40                                   | Amsterdamer Admiralität                                     |                                      |
| Gelderland                           | Cornelis van Velsen                                   | 28                                   | Amsterdamer Admiralität                                     |                                      |
| Gouda                                | Jan Egbertsen Ooms                                    | 28                                   | Amsterdamer Admiralität                                     |                                      |
| Leyden                               | Cornelis Holla                                        | 28                                   | Amsterdamer Admiralität                                     |                                      |
| Prins Maurits                        | Cornelis Pietersen Taenman                            | 28                                   | Noorderkwartier Admiralität                                 |                                      |
| Sint Franscisco                      | Stoffel Juriaenssen                                   | 28                                   | Amsterdam Direktorat                                        |                                      |
| Sint Pieter                          | Leutnant Jan Janssen van der Valck                    | 28                                   | Rotterdam Direktorat                                        |                                      |
| Star                                 | Jacob Paulussen Cort                                  | 28                                   | Amsterdamer Admiralität                                     |                                      |
| Westergo                             | Leutnant Tijmen Claessen                              | 28                                   | Friesländer Admiralität                                     |                                      |
| Zeeridder                            | Gilles Janssen                                        | 28                                   | Seeländer Admiralität                                       |                                      |
| Zutphen                              | Ewout Jeroensen                                       | 28                                   | Amsterdamer Admiralität                                     |                                      |
| Dubbele Arend                        | Allert Janssen, Leutnant Teunis Post                  | 26                                   | Vlissingen Direktorat                                       |                                      |
| Kasteel van Medemblick               | Gabriël Antheunissen                                  | 26                                   | Noorderkwartier Admiralität                                 |                                      |
| Sint Jan                             | Laurens Lispensier                                    | 26                                   | Seeländer Admiralität                                       |                                      |
| Ter Goes                             | Cornelis Cuyper                                       | 26                                   | Seeländer Admiralität                                       |                                      |
| Achilles                             | Dirk Schey                                            | 28                                   | Amsterdamer Admiralität                                     |                                      |
| Burgh/Wapen van Alkmaer              | Gerrit Nobel                                          | 28                                   | Noorderkwartier Admiralität; zerstört                       |                                      |
| Hector van Troijen                   | Reinier Sekema                                        | 24                                   | Friesländer Admiralität                                     |                                      |
| Hollandsche Tuyn                     | Hilbrandt Jeroensen                                   | 24                                   | Amsterdamer Admiralität                                     |                                      |
| Monnick                              | Arent Dircksen                                        | 24                                   | Noorderkwartier Admiralität                                 |                                      |
| Sandenburg                           | Pieter Gorcum                                         | 24                                   | Seeländer Admiralität                                       |                                      |
| Frisia                               | Schelte Wiglema                                       | 28                                   | Friesländer Admiralität                                     |                                      |
| Eenhoorn                             | Laurens Josiassen                                     |                                      | Feuerschiff                                                 |                                      |
| Graaf Sonderlandt                    | Hendrick Janssen                                      |                                      | Feuerschiff                                                 |                                      |
| Vergulde Buys                        | Ary Cornelissen                                       |                                      | Friesländer Admiralität; Feuerschiff                        |                                      |
| Vos                                  | Jan Jacobsen                                          |                                      | Feuerschiff                                                 |                                      |

| England (Robert Blake) | England (Robert Blake) | England (Robert Blake) | England (Robert Blake) | England (Robert Blake) |
| ---------------------- | ---------------------- | ---------------------- | ---------------------- | ---------------------- |
| -                      | Schiff                 | -                      | Kanonen                | Anmerkung              |
|                        | Sovereign              |                        | 90                     |                        |
|                        | Resolution             |                        | 88                     |                        |
|                        | James                  |                        | 66                     |                        |
|                        | Triumph                |                        | 60                     |                        |
|                        | Vanguard               |                        | 58                     |                        |
|                        | Andrew                 |                        | 56                     |                        |
|                        | Speaker                |                        | 54                     |                        |
|                        | Lion                   |                        | 50                     |                        |
|                        | Convertine             |                        | 44                     |                        |
|                        | Garland                |                        | 44                     |                        |
|                        | Advice                 |                        | 42                     |                        |
|                        | Diamond                |                        | 42                     |                        |
|                        | Foresight              |                        | 42                     |                        |
|                        | Pelican                |                        | 42                     |                        |
|                        | Ruby                   |                        | 42                     |                        |
|                        | Assistance             |                        | 40                     |                        |
|                        | Assurance              |                        | 40                     |                        |
|                        | Dragon                 |                        | 40                     |                        |
|                        | London                 |                        | 40                     | Handelsschiff          |
|                        | Nonsuch                |                        | 40                     |                        |
|                        | President              |                        | 40                     |                        |
|                        | Richard and Martha     |                        | 40                     | Handelsschiff          |
|                        | Portsmouth             |                        | 38                     |                        |
|                        | Anthony Bonaventure    |                        | 36                     | Handelsschiff          |
|                        | Hound                  |                        | 36                     | ex-?                   |
|                        | Guinea                 |                        | 34                     |                        |
|                        | Hercules               |                        | 34                     | Handelsschiff          |
|                        | Lisbon Merchant        |                        | 34                     | Handelsschiff          |
|                        | Convert                |                        | 32                     | vorher französisch     |
|                        | Mary                   |                        | 32                     | Fleute                 |
|                        | Exchange               |                        | 30                     | Handelsschiff          |
|                        | Cullen                 |                        | 28                     | Handelsschiff          |
|                        | Prudent Mary           |                        | 28                     | Handelsschiff          |
|                        | Advantage              |                        | 26                     | vorher niederländisch  |
|                        | Falmouth               |                        | 26                     | vorher niederländisch  |
|                        | Sampson                |                        | 26                     | vorher niederländisch  |
|                        | Martha                 |                        | 25                     | Handelsschiff          |
|                        | Golden Dove            |                        | 24                     | Handelsschiff          |
|                        | Old Warwick            |                        | 24                     |                        |
|                        | Pearl                  |                        | 24                     |                        |
|                        | Acorn                  |                        | 22                     | Handelsschiff          |
|                        | Cygnet                 |                        | 22                     |                        |
|                        | Little President       |                        | 22                     |                        |
|                        | Nightingale            |                        | 22                     |                        |
|                        | Gift                   |                        | 16                     | Handelsschiff          |
|                        | Paradox                |                        | 12                     |                        |
|                        | Renown                 |                        | 10                     | Brander                |